# Фрутвил (Флорида)
Фрутвил (енгл. Fruitville) насељено је место без административног статуса у америчкој савезној држави Флорида.

## Демографија
По попису из 2010. године број становника је 13.224, што је 483 (3,8%) становника више него 2000. године.
| Група             | 2000.          | 2010.          |
| Белци             | 11.804 (92,6%) | 11.350 (85,8%) |
| Афроамериканци    | 167 (1,3%)     | 326 (2,5%)     |
| Азијати           | 150 (1,2%)     | 255 (1,9%)     |
| Хиспаноамериканци | 519 (4,1%)     | 1.151 (8,7%)   |
| Укупно            | 12.741         | 13.224         |